# Agentura (film)
Agentura (kor. 베를린, MOCT: Bereullin, dosł. tłum. Berlin) – południowokoreański szpiegowski film akcji z 2013 roku w reżyserii Ryoo Seung-wana. Premiera odbyła się 31 stycznia 2013.
Film zarobił 607 800 dolarów w Ameryce Północnej w dwa dni po pierwszym miesiącu.

## Obsada
Źródło: Filmweb

- Ha Jung-woo – Pyo Jong-seong
- Han Suk-kyu – Jeong Jin-soo
- Ryoo Seung-bum – Dong Myeong-soo
- Jun Ji-hyun – Ryeon Jung-hee
- Kim Seo-hyung – północnokoreański urzędnik ambasady
- Bae Jeong-nam – północnokoreański agent
- Werner Daehn – Yuri
- John Keogh – Marty

## Nagrody i nominacje
| Rok  | Ceremonia                                    | Nagroda                          | Kategoria                        | Odbiorcy i nominowani | Wynik     | Źródło      |
| ---- | -------------------------------------------- | -------------------------------- | -------------------------------- | --------------------- | --------- | ----------- |
| 2013 | Baeksang Arts Awards                         | Film                             | Najlepszy aktor pierwszoplanowy  | Ha Jung-woo           | Wygrana   | [ 5 ] [ 6 ] |
| 2013 | Baeksang Arts Awards                         | Film                             | Najlepszy film                   |                       | Nominacja | [ 6 ]       |
| 2013 | Baeksang Arts Awards                         | Film                             | Najlepszy reżyser                | Ryoo Seung-wan        | Nominacja | [ 6 ]       |
| 2013 | Baeksang Arts Awards                         | Nagroda popularności (mężczyzna) | Nagroda popularności (mężczyzna) | Ha Jung-woo           | Nominacja | [ 6 ]       |
| 2013 | Baeksang Arts Awards                         | Nagroda popularności (mężczyzna) | Nagroda popularności (mężczyzna) | Ryoo Seung-bum        | Nominacja | [ 6 ]       |
| 2013 | Puchon International Fantastic Film Festival | Producer’s Choice Award          |                                  | Jun Ji-hyun           | Wygrana   | [ 7 ]       |
| 2013 | Blue Dragon Awards                           | Blue Dragon Award                | Najlepszy film                   |                       | Nominacja | [ 7 ]       |
| 2013 | Blue Dragon Awards                           | Blue Dragon Award                | Najlepszy reżyser                | Ryoo Seung-wan        | Nominacja | [ 7 ]       |
| 2013 | Grand Bell Awards                            | Grand Bell Award                 | Najlepszy montaż                 | Kim Sang-beom         | Nominacja | [ 7 ]       |